# 費爾法克斯 (澳大利亞國會選區)
費爾法克斯選區（英語：Division of Fairfax），是澳大利亞昆士蘭州的下議院選區，位於東南部陽光海岸地區。面積1,036平方公里。
選區始於1949年，名字是紀念鄉村婦女協會創辦人魯特·費爾法克斯。該區1990年以後是自由黨（現昆士蘭自由國家黨）的安全選區。2010年亞歷山大·嵩磊當選议员，2013年澳洲联邦选举中帕爾默聯合黨提名的该党创始人克萊夫·帕爾默当选议员。